# LSWR G16 class
LSWR G16 class — тип маневрового танк-паровоза с осевой формулой 2-4-0, разработанный в 1921 году Робертом Ури специально для заталкивания тяжёлых поездов на горку Фелтэмской сортировочной станции Лондонской и Юго-Западной железной дороги (LSWR). Конструкция паровозов основана на предыдущем товарном паровозе Ури LSWR S15 class. Бо́льшую часть своего срока службы 4 построенных паровоза провели в Фелтэме.

## Предпосылки
Товарное движение вблизи Лондона в начале XX века росло быстрыми темпами. Дорога решила построить сортировочную горку в Фелтэме, которая имела бы отличное расположение вблизи главного хода LSWR, непосредственную связь с Большой Западной, Лондонской и Северо-Западной дорогами, а с Мидлендской, Большой Северной и Большой Восточной дорогами через линию северного Лондона. Постройка сортировочной станции задержалась из-за Первой мировой войны, но сразу после войны горка была завершена. Для крупной сортировочной станции понадобился и новый мощный маневровый паровоз.

## Конструкция
В качестве основы Ури использовал свой товарный паровоз S15 2-3-0, несколько уменьшив котёл и применив 4 движущие оси с колёсами меньшего диаметра, чтобы достигнуть высокого тягового усилия за счёт меньшей скорости. Паровозы получились массой 97 тонн и были самыми сильными на LSWR. После укрупнения британских железных дорог новый главный инженер тяги объединённой Южной дороги Ричар Манселл рассматривал заказ следующих партий паровозов G16, но отказался, разработав вместо этого собственный 0-4-0 танк-паровоз SR Z class. Паровозы задумывались и в качестве вывозных и даже для работы на линии, поэтому оснащались пароперегревателем, сначала истлейского типа, потом манселловским, но эти дополнительные функции, как оказалось, мешают сортировке, и их передали аналогичным паровозам H16 class (2-3-1-танк). G16 и H16 были унифицированы по котлу, топке и другим частям. Паровозы G16 наряду с T14 и H16 были самыми широкими по габариту паровозами стандартной колеи, когда-либо работавшими в Великобритании.
Помощник Манселла и Буллида Гарольд Холкрофт критиковал G16 за ненужные маневровому особенности, доставшиеся от линейного паровоза: значительную потерю сцепного веса из-за бегунковой тележки, необходимой лишь на высоких скоростях движения, значительную площадь колосниковой решётки, приводившую к излишнему потреблению угля при частых простоях на манёврах и совершенно ненужный на маневровом локомотиве перегреватель. Вдобавок, паровоз был спроектирован на наименьший радиус кривой 140 м, но несколько сходов задней колёсной пары продемонстрировали, что некоторые кривые на станции уложены с меньшим радиусом.
| Год  | Заказ | Количество | Номера  |
| ---- | ----- | ---------- | ------- |
| 1921 | G16   | 4          | 492—495 |

## Эксплуатация

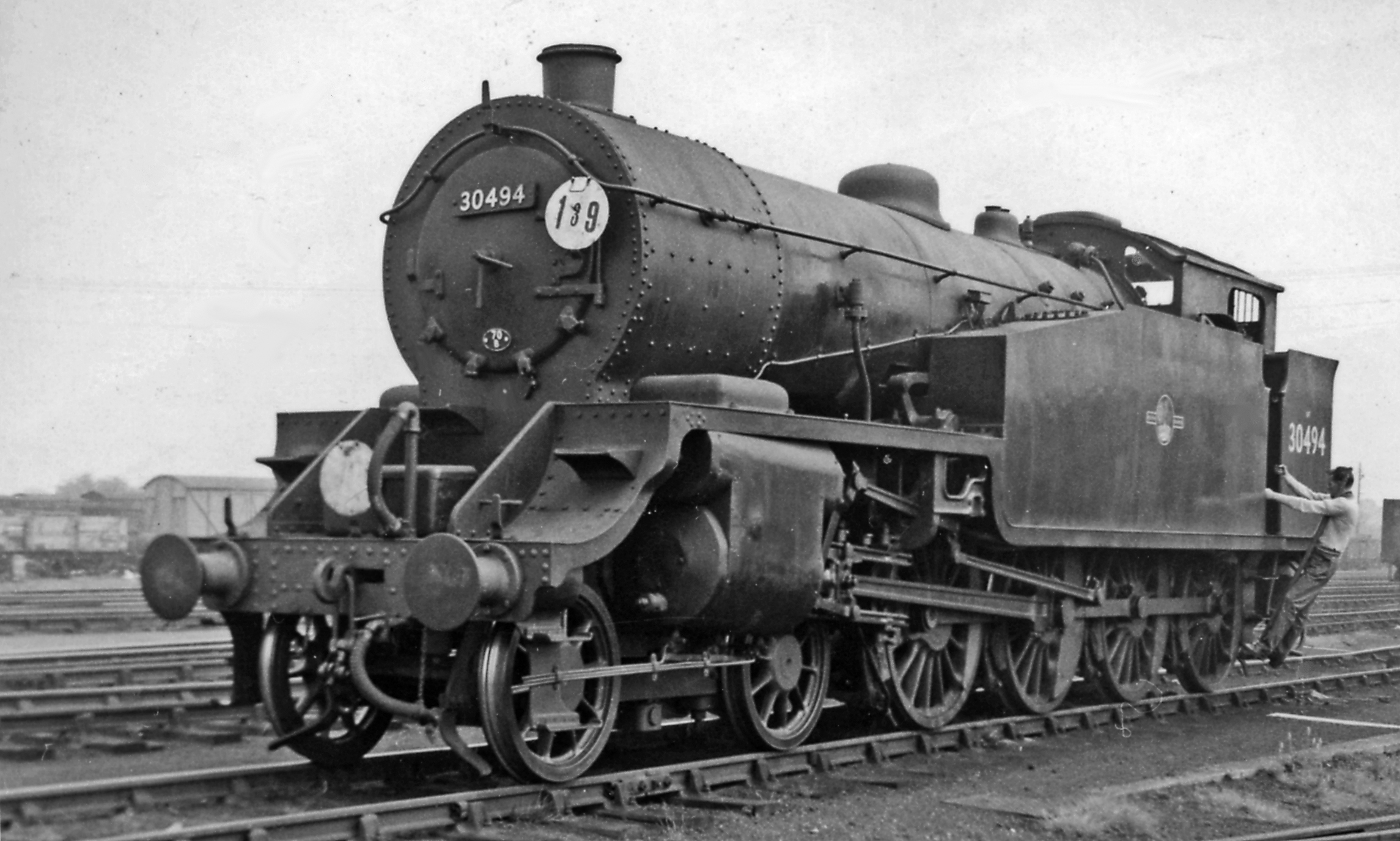
№ 30494 в Фелтэме 11 мая 1959 г.

Паровозы пробовали использовать в разных ролях, но основной срок службы они провели в Фелтэме. Недостаток обслуживания в ходе Второй мировой войны не помешал этим мощным и надёжным машинам выполнять свою тяжёлую работу, но появление в 1950-е годы в Фелтэме вездесущих 0-3-0 маневровых дизелей с электротрансмиссией сделало G16 ненужными. С их помощью перегоняли порожние составы по разным станциям, но эти обязанности были немногочисленны, а электрификация Южного региона привела к избытку локомотивов к концу 50-х. Первый G16 был списан в 1959 году, второй — в 1960-м, оставшиеся два — в декабре 1962 года. Ни один не был сохранён.